# Club Deportivo Comarca de Níjar
El Club Deportivo Comarca de Níjar es un club de fútbol del municipio de Níjar, provincia de Almería, España. El club, que militó durante 11 temporadas en Tercera División y llegó a ser campeón de esta en la temporada 2010-11, juega actualmente en la Primera División Andaluza.

## Historia
El CD Comarca de Níjar nació en el año 2000 con la fusión del CB Campohermoso y la UD San Isidro de Níjar. Durante la temporada 2000/2001, jugó con la denominación A.D Comarca de Níjar, cambiándolo a la temporada siguiente como CD Comarca de Níjar. Tras varias temporadas consecutivas en Tercera División, el club realiza su mejor campaña en la temporada 2010-11, consiguiendo quedar campeón de la categoría, clasificándose para la fase de ascenso a Segunda B por primera vez en su historia, aunque no consiguió ascender. También debutó en la Copa del Rey y en la fase nacional de la Copa Federación. En la temporada 2012/13 queda en última posición, descendiendo a Primera Andaluza. La temporada siguiente encadenó otro descenso, quedando relegado a las categorías provinciales.

### Fase de ascenso a Segunda B
La primera ronda, entre los campeones de grupo, la jugó contra el Villanovense, perdiendo 2-0 en Villanueva de la Serena, jugando el partido de vuelta en casa. A pesar de ganar 1-0, cae eliminado ante el equipo extremeño que sí consigue el ascenso a Segunda División B. A pesar de caer eliminado, al ser campeón de grupo, tenía una segunda oportunidad jugando la segunda ronda que lo enfrentó contra La Nucía. En tierras alicantinas se produjo un empate a 1, por lo que el equipo nijareño partía con la ventaja del gol visitante. El empate a 0 en Níjar, provocó el pase a la tercera y última ronda  contra el Reus. Perdió 2-0 en tierras catalanas. En la vuelta, con un estadio lleno con más de 2.000 espectadores, no consiguieron remontar perdiendo 0-1, frustrándose el ascenso.

### Copa del Rey
Jugó la primera ronda de la Copa del Rey de fútbol 2011-12 contra el UCAM en El Mayayo, en tierras murcianas. Empataron a 0, cayendo el conjunto nijareño en los penaltis.

### Copa RFEF
Como campeón del Grupo IX de Tercera División, jugó la fase nacional de la Copa Federación. Se enfrentó en dieciseisavos de final al Atlético Pulpileño, campeón de Murcia, venciendo por un parcial de 4-0 el equipo nijareño, ganando ambos encuentros 2-0 y 0-2. En octavos de final se enfrentó al CD Alcalá, cayendo eliminado al perder en tierras sevillanas por 1-0, y empatando 1-1 en Níjar.

## Trayectoria
| Temporada | Categoría:   | Posición | Copa del Rey |
| --------- | ------------ | -------- | ------------ |
| 2000/01   | Regional     | —        |              |
| 2001/02   | Regional     | —        |              |
| 2002/03   | 3.ª          | 5.º      |              |
| 2003/04   | 3.ª          | 8.º      |              |
| 2004/05   | 3.ª          | 6.º      |              |
| 2005/06   | 3.ª          | 16.º     |              |
| 2006/07   | 3.ª          | 13.º     |              |
| 2007/08   | 3.ª          | 10.º     |              |
| 2008/09   | 3.ª          | 6.º      |              |
| 2009/10   | 3.ª          | 7.º      |              |
| 2010/11   | 3.ª          | 1.º      |              |
| 2011/12   | 3.ª          | 6.º      | 1.ª Ronda    |
| 2012/13   | 3.ª          | 20.º     |              |
| 2013/14   | 1.ª Andaluza | 18.º     |              |
| 2014/15   | 2.ª Andaluza | 3.º      |              |
| 2015/16   | 2.ª Andaluza | 4.º      |              |
| 2016/17   | 1.ª Andaluza | 8.º      |              |

| Temporada | Categoría:   | Posición | Copa del Rey |
| --------- | ------------ | -------- | ------------ |
| 2017/18   | 1.ª Andaluza | 10.º     |              |
| 2018/19   | 1.ª Andaluza | 9.º      |              |
| 2019/20   | 2.ª Andaluza | 6.º      |              |
| 2020/21   | 1.ª Andaluza | 9.º      |              |
| 2021/22   | 1.ª Andaluza | 6.º      |              |
| 2022/23   | 1.ª Andaluza | 9.º      |              |
| 2023/24   | 1.ª Andaluza | 8.º      |              |
| 2024/25   | 1.ª Andaluza | 6.º      |              |

Fuente: futbol-regional.es

## Datos y estadísticas
- Temporadas en 2ª: 0
- Temporadas en 2ªB: 0
- Temporadas en 3.ª: 11
- Mejor puesto en la liga: 1.º (Tercera División de España, temporada: 2010-11)
- Mejor puesto en la Copa del Rey de fútbol: 1.ª Ronda, temporada: 2011-12
- Mejor puesto en la Copa Real Federación Española de Fútbol: Octavos de final

### Estadísticas de Tercera División
- Temporadas: 11
- Partidos: 422
- Victorias: 181
- Empates: 146
- Derrotas: 95
- Goles a favor: 543
- Goles en contra: 478
- Puntos: 638

### Estadísticas de la Copa Federación
- Participaciones: 1
- Partidos: 4
- Victorias: 2
- Empates: 1
- Derrotas: 1
- Goles a favor: 5
- Goles en contra: 2

## Palmarés

### Torneos nacionales
- Campeón: Tercera División de España (1): 2011

### Torneos amistosos
- Trofeo Memorial Antonio Gutiérrez "Guti": (2): 2010,[13] 2011[14]
- Trofeo Agroponiente: (1): 2010

## Estadio

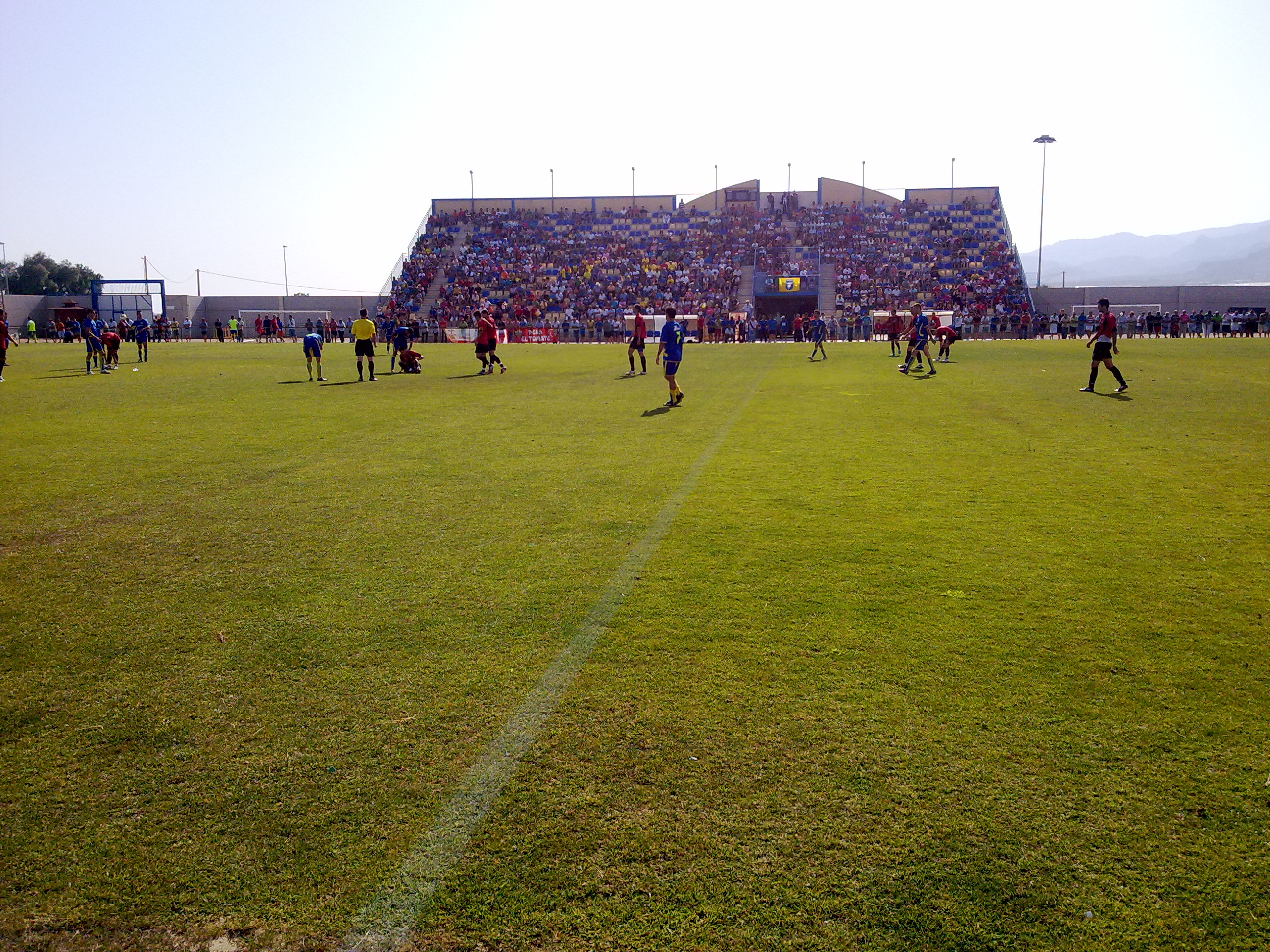
Partido de Promoción de ascenso a Segunda División B del año 2011 en el Estadio Municipal Comarca de Níjar, entre el C.D. Comarca de Níjar y el CF Reus Deportiu de la Provincia de Tarragona.

- Estadio Municipal Comarca de Níjar
- Fecha de inauguración: 2006
- Capacidad: 850 espectadores sentados (unos 2000 de pie)
- Ubicación del Estadio: Polígono industrial Santa Olalla, ubicado al margen de la AL-3111, entre las barriadas de San Isidro y Campohermoso.

## Cantera
El Comarca de Níjar tuvo un equipo filial, el Comarca de Níjar B, que jugó durante 5 temporadas en Primera Provincial. Más tarde, se llegó a un acuerdo de filialidad con otro equipo nijareño, el Atlético Bellavista, que llegó a ascender a Primera Andaluza en la temporada 2013/14. También tuvo otro filial, el Venta del Pobre C.F. que jugó varias temporadas en categoría provincial.

## Relación con otros clubs
Mantiene buenas relaciones con la Unión Deportiva Almería de la Segunda División de España, en algunas ocasiones aficionados y peñas de este equipo se desplazan para apoyar al Comarca de Níjar.[cita requerida]

## Otras secciones
Dispone de una sección de Fútbol sala femenino, denominado Comarca de Níjar FSF, que juega en la División de Honor Plata. Tiene varios equipos de cantera con muy buenos resultados que aportan jugadoras a la selección andaluza.